# Maud Buquet
 (mars 2023).
Maud Buquet Kandinsky est une actrice et metteuse en scène française née à Clichy.

## Biographie
- Si vous ne connaissez pas le sujet, laissez ce bandeau (vous pouvez alors contacter les auteurs).
- Si vous supprimez le contenu mis en cause (vous pouvez préalablement contacter les auteurs),

argumentez précisément cette suppression dans la page de discussion
(un manque de référence n'est pas un argument ; une recherche réelle de référence doit avoir été effectuée, être formellement documentée).
Maud Buquet Kandinsky est actrice, metteuse en scène, réalisatrice à l'écran et adaptatrice pour le théâtre.
Elle a joué dans une trentaine de longs-métrages et de téléfilms aux côtés de Claude Brasseur, Christian Clavier, François Berléand, Vincent Cassel, Alessandro Gassman...
Sa carrière se déroule principalement entre la France et l'Italie. Elle a également tourné en Angleterre (Heart Break City) et aux États-Unis, Callback de Kartik Singh dans lequel elle interprète le 1er rôle. Ce film sera sélectionné au Urban world festival New York en 2010 et au Kansas film festival en 2011.
En 2015, le film Pitza e datteri réalisé par Fariborz Kamkari sort dans les salles italiennes. Elle y interprète Zara, premier rôle féminin de cette comédie satirique.
Elle a  réalisé un documentaire pour le cinéma : Pashupati.
Elle a adapté pour le théâtre le livre de Gitta Mallasz, Dialogues avec l'ange, créé au Théâtre Daniel Sorano de Vincennes le 21 janvier 2009, puis repris pendant deux saisons sur Paris.
Elle a également fait une version opéra/théâtre qui s'est joué dans des lieux prestigieux lors des journées du patrimoine (église d'Etrechy...).avec deux chanteuses de l'Opéra national de Paris.
En 2019, elle fonde le collectif La Pépinière du Nouveau Monde qui rassemble 80 artistes solidaires et engagés pour la protection de la terre. Au sein du collectif, elle monte Les deux gentilshommes de Vérone dont la tournée commence en 2023 dans des théâtres prestigieux : Théâtre de la Garenne Colombes, Auditorium de Vincennes, Théâtre Douze, Théâtre de verdure de Boulogne - Jardin de Shakespeare, Théâtre élisabéthain d'Hardelot, Déert de Retz de Chambourcy, Théâtre Luxembourg de Meaux...
En 2023 également, elle met en scène Roméo et Juliette qui rassemble 20 artistes et bénéficie de six résidences dans des théâtres de renom. La tournée démarre fin 2023 pour se poursuivre en 2024.
Au sein du collectif, elle joue également dans la pièce mise en scène par Carole Rochelle : Mesure de nos jours de Charlotte Delbo sur le retour des camps de la mort. Elle y incarne Charlotte Delbo.

## Filmographie
- 1997 : Le Policier de Tanger de Stephen Whittaker : Karima
- 1997 : Serial lover de James Huth
- 1998 : Les Amis de Ninon (Moyen-métrage) de Rosette, avec Arielle Dombasle
- 1999 : Prima del tramonto de Stefano Incerti : Assia
- 1999 : Promenons nous dans les bois de Lionel Delplanque : Mathilde
- 1999 :  Les Frères Sœur de Frédéric Jardin
- 2000 : Gamer de Patrick Levy : Sabrina
- 2002 : PJ (série télévisée) (Épisode 4 Saison 9) : Noémie Vereyde
- 2003 : Agents secrets de Frédéric Schoendoerffer
- 2003 : Franck Keller (série télévisée) (Épisode : Une garde à vue) : Rachel Leguen
- 2004 : Cavalcade de Steve Suissa
- 2005 : Faites comme chez vous ! (série télévisée) (Épisode 24 Saison 1) : Rose
- 2006 : Une famille formidable (série télévisée) (Épisode 3 Saison 6) : Anaïs
- 2006 : Navarro (série télévisée) (Épisode 3 Saison 18) : Alexandra
- 2007 : Le Prix à payer d'Alexandra Leclère : La prostituée
- 2010 : Callback de Kartik Singh
- 2012 : Le Jour où tout a basculé, épisode Mon passé m'a rattrapée : Sylvie
- 2013 : Pitza e datteri (it) de Fariborz Kamkari : Zara
- 2014 : Section de recherches (série télévisée) (Saison 8) : Nawel Berki
- 2018 : Plus belle la vie (série télévisée) (Saison 15) : Nadège

## Théâtre

### Mise en scène
- 2010 : Dialogues avec l'ange[1]
- 2021 : Les Deux Gentilshommes de Vérone de William Shakespeare
- 2023 : Roméo et Juliette de William Shakespeare

### Actrice
- 2023 : Mesure de nos jours de Charlotte Delbo, mise en scène Carole Rochelle